# قانون بتریج در تیترها
قانون بِتِریج در تیترها (انگلیسی: Betteridge's law of headlines) مثلی است در روزنامه‌نگاری که بیان می‌کند که اگر تیتری با علامت سؤال تمام شود جواب آن نه خواهد بود. این عنوان پس از آن که روزنامه‌نگار بریتانیایی به نام ایان بتریج در سال ۲۰۰۹ در مورد آن نوشت انتخاب شد.